# Kielfeld-Beschleuniger

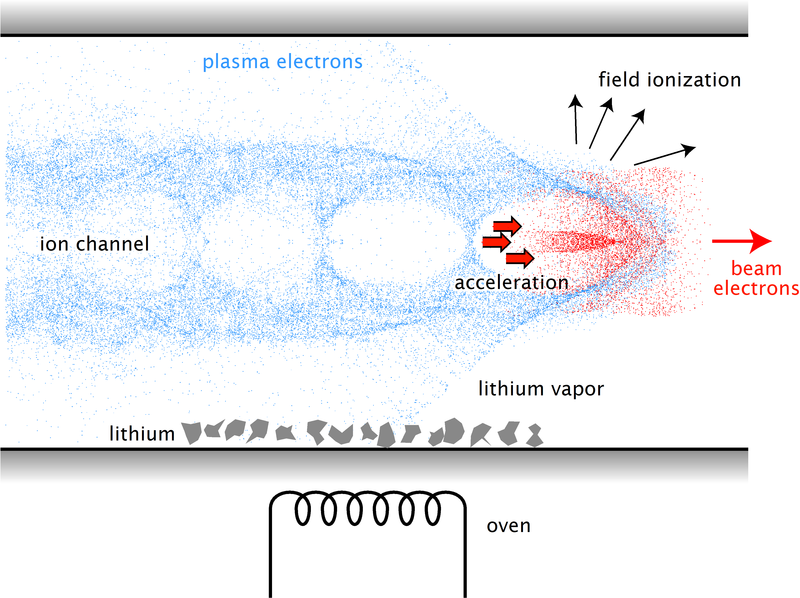
Ein Elektronenstrahl erzeugt ein Kielfeld in einem Lithium-Plasma

Ein Kielfeld-Beschleuniger (englisch Wakefield Accelerator; Wake ist das Kielwasser eines Schiffes), auch Plasmabeschleuniger, ist ein Teilchenbeschleuniger, bei dem mit Hilfe eines Lasers oder Elektronen- bzw. Protonenstrahls eine geladene Welle in einer Plasmastrecke erzeugt wird. Kielfeld-Beschleuniger sind Gegenstand aktueller Forschung, bislang (2020) werden sie nicht dauerhaft in Beschleunigeranlagen genutzt. Die Möglichkeit dazu soll in den nächsten Jahren unter anderem vom FACET-Projekt am SLAC, dem LAOLA-Projekt am Deutschen Elektronen-Synchrotron (DESY), JuSPARK am Forschungszentrum Jülich und dem AWAKE-Projekt am CERN untersucht werden. Sie könnten wesentlich kompakter gebaut werden als andere Linearbeschleuniger und könnten diese in der Industrie und Medizin ergänzen. Auch ein Einsatz in der Teilchenphysik wird untersucht.

## Vergleich mit anderen Beschleunigerarten
In herkömmlichen Teilchenbeschleunigern wird die elektrische Feldstärke und damit die Beschleunigung durch die Durchschlagsfestigkeit begrenzt. Um hohe Energien zu erreichen, müssen die Beschleunigungsstrecken daher wie in Ringbeschleunigern mehrfach genutzt werden oder in Linearbeschleunigern sehr zahlreich sein. Ein Kielfeld-Beschleuniger umgeht diese Begrenzung: Er nutzt ein Plasma, in dem mit einem Laser oder einem Teilchenstrahl eine Plasmawelle angeregt wird, in der hohe elektrische Feldstärken herrschen. Diese Welle wandert mit nahezu Lichtgeschwindigkeit durch das Plasma. Ein entsprechend schneller Teilchenstrahl kann daher wie ein Surfer auf dieser Welle reiten und wird kontinuierlich beschleunigt. So kann in Experimenten die Energie von Teilchen über eine Strecke von 1 cm um 1 GeV und über eine Strecke von 1 m um 50 GeV erhöht werden. Andere Beschleunigertypen benötigen für 1 GeV Strecken von 30 Metern und mehr. Neben der maximalen Energie ist auch wichtig, dass die Energie der beschleunigten Teilchen möglichst gleichmäßig wird und der Strahl gut fokussierbar ist.

## Funktionsprinzip
Schießt man einen sehr kurzen Elektronenstrahl in ein Plasma, so stoßen diese negativ geladenen Elektronen die Elektronen des Plasmas ab und ziehen die positiv geladenen Ionen an. Hinter dem Strahl entsteht daher ein positiv geladener Bereich, der die vorher abgestoßenen Elektronen wieder anzieht. Sie verdichten sich wieder, sodass der Bereich negativ geladen wird und stoßen sich daher wieder ab. Dieser Prozess geschieht mit abnehmender Intensität mehrfach, sodass sich durch das Plasma eine Welle aus Bereichen positiver und negativer Ladung ausbreitet. Zwischen den Bereichen herrscht jeweils ein starkes elektrisches Feld, in dem die Teilchen beschleunigt werden.
Mit einem Protonenstrahl entsteht auf die gleiche Art eine Welle, hier werden die Elektronen erst angezogen statt abgestoßen. Da der Energieübertrag auf den zu beschleunigenden Strahl von der Energie des wellenerzeugenden Strahls abhängt und Protonen leichter auf hohe Energien gebracht werden können als Elektronen, kann man auf diese Art möglicherweise Elektronen auf sehr hohe Energien beschleunigen. Ein entsprechendes Experiment („AWAKE“) nahm 2016 am CERN den Betrieb auf. Protonen lassen sich aufgrund ihrer höheren Masse leichter auf hohe Energien bringen, da sie in Synchrotrons weniger Synchrotronstrahlung aussenden. Mit einem Kielfeld-Beschleuniger soll diese hohe Energie dann auf Elektronen übertragen werden.
Auch ein Photonenstrahl aus einem Laser kann verwendet werden. Dieser treibt vor allem die Elektronen auseinander, wirkt also ähnlich wie ein Elektronenstrahl.
Damit der beschleunigte Strahl dauerhaft im Bereich der optimalen Beschleunigung bleibt, muss seine Geschwindigkeit nah an der Geschwindigkeit der Welle sein und darf sich während des Durchgangs nicht zu stark ändern. Daher lassen sich Protonen mit einem Kielfeld-Beschleuniger nur beschleunigen, wenn sie bereits eine hohe Energie haben und ihre Geschwindigkeit daher schon nah an der Lichtgeschwindigkeit ist. Elektronen erreichen die nötige Geschwindigkeit aufgrund ihrer geringen Masse wesentlich schneller und können daher auch aus dem Plasma selbst gewonnen werden.

## Entwicklungserfolge
Die Beschleunigung von Elektronen auf die Energie von 4,2 GeV mit dieser Technik ist 2014 im Lawrence Berkeley National Laboratory gelungen. Ein vergleichbarer Erfolg wurde im Stanford Linear Accelerator Center erzielt. 2018 konnte die Elektronenenergie in Berkeley auf 7,8 GeV gesteigert werden. Dazu wurden zwei Laserpulse genutzt, einer zum Erwärmen des Plasmas und ein zweiter Puls für die Beschleunigung.
Einer Forschergruppe in Frankreich gelang es 2016, mit einer relativ kompakten Apparatur nach diesem Prinzip Elektronenstrahl-Pulse der Energie 5 MeV zu erzeugen. Die Pulsdauer beträgt nur  etwa 1 Femtosekunde bei einer Wiederholungsfrequenz im Kilohertz-Bereich.
2018 berichteten Forscher bei AWAKE über erste mit einem Protonenstrahl beschleunigte Elektronen. Mit einem Gradienten von 200 MV/m wurde eine Elektronenenergie von 2 GeV erreicht.
2020 beschrieb eine Hamburger Forschergruppe den erfolgreichen Dauerbetrieb eines Laser-Plasmabeschleunigers für Elektronen von etwa 370 MeV über mehr als 24 Stunden.